# 赫瓦格密爾
赫瓦格密爾（Hvergelmir）是太古時代永遠的微光誕生的一股不竭之泉，意即「沸騰的大鍋」（The seething cauldron）。
此泉位於尼福爾海姆（Niflheim），源源不絕的泉水供應著12條大河，這12條河被合稱為「埃利伐加爾」（Elivagar），而「維穆爾」（Vimur）就是其中最大的一條河。據說由此流出的河裡面有一條河的水中含有劇毒，最初的巨人血液中含有這種毒，因此巨人都是邪惡的。
除此之外，世界之樹（Yggdrasil）的三個分根之一也著根於此。有一隻毒龍名為尼德霍格（Nidhogg）不停地啃噬生命之樹的根。